# Sân bay Vạn Phong Lâm Hưng Nghĩa
Sân bay Hưng Nghĩa nằm ở Hưng Nghĩa, Quý Châu, Trung Quốc. (IATA: ACX). Sân bay được mở cửa năm 2004. Lưu trữ ngày 5 tháng 1 năm 2011 tại Wayback Machine

## Hãng hàng không và điểm đến
- China Express Airlines (Quý Dương)
- China Southern Airlines (Thâm Quyến)